# Cinnamomum sintoc
Cinnamomum sintoc är en lagerväxtart som beskrevs av Carl Ludwig von Blume. Cinnamomum sintoc ingår i släktet Cinnamomum och familjen lagerväxter. Inga underarter finns listade i Catalogue of Life.